# David Mevius
David Mevius, född 6 december 1609 i Greifswald, död där 14 augusti 1670, tysk jurist i svensk tjänst.
Mevius tillträdde 1635 en professur i sin födelsestad, blev 1638 syndicus i Stralsund, förvärvade stort anseende som rättslärd och utsågs vid upprättandet av tribunalet i Wismar (1653) av svenska regeringen till dess vicepresident. Tillika hade han 1652 utnämnts till professor primarius vid juridiska fakulteten i Greifswald med rätt att använda ställföreträdare. Han brukades även i politiska värv; bl.a. uppdrogs åt honom att i tryck rättfärdiga Karl X Gustavs anfall på Polen.
Mevius utgav viktiga juridiska verk av praktisk läggning, av vilka må nämnas Commentarius in jus Lubecense (4 dlr, 1642-43; sedan flera uppl.) och Jurisdictio summi tribunalis regii quod est Wismarice (6 bd, 1664- 69; ytterligare 3 bd 1672-75; sedan 10 upplagor till 1794; känd under namnet "Decisiones"), som innehåller tribunalets domar med tillämpning och förklaringar.